# 杰克·默多克
杰克·默多克（英語：Jack Murdoch，1908年7月18日—1944年10月10日），加拿大男子赛艇运动员。他曾代表加拿大参加1928年夏季奥林匹克运动会赛艇比赛，获得男子八人单桨有舵手铜牌。